# MLDonkey
MLDonkey est une application destinée au partage de fichiers en pair à pair multiréseaux et libre. Elle fonctionne comme application backend sur de nombreuses plates-formes. Elle peut être contrôlée au moyen d'une interface utilisateur fournie par un des nombreux frontaux séparés, y compris une interface Web, l'interface Telnet et plus d'une douzaine de logiciels clients natifs.
À l'origine, le projet était développé sous GNU/Linux. Depuis 2009, il est disponible pour de nombreux systèmes d'exploitation : GNU/Linux, Unix, Morphos, Mac OS X et Windows.

## Histoire
Le fondateur de MLDonkey est Fabrice Le Fessant de l'INRIA. Le logiciel a été conçu à l'origine comme un effort pour diffuser l'utilisation du langage OCaml dans la communauté open source.

## Particularité
Par rapport aux clients classiques destinés au partage de fichiers en pair à pair, MLDonkey a été conçu pour fonctionner en tant que daemon, ce qui signifie que le logiciel fonctionne en arrière-plan, et qu'il n'a pas besoin d'interface graphique pour fonctionner. Ce mode de fonctionnement a comme avantage d'économiser des ressources (quantité de mémoire vive et usage processeur) liées à l'affichage d'une fenêtre.

## Liste de protocoles supportés
- eDonkey
- BitTorrent
- Gnutella et Gnutella2 (arrêtés depuis la v2.9.0)
- Kad et Overnet - MLdonkey supporte deux variantes du protocole Kademlia
- FastTrack
- HTTP/FTP
- DirectConnect - Comme beaucoup de clients reportent au Hub des tailles de partage modifiées, le client est banni de beaucoup de Hubs. (cassée)
- OpenNap (arrêté)
- Soulseek (arrêté)

Le cœur de l'application est donc accessible par plusieurs biais :
- Un terminal de type telnet ;
- Un navigateur web ;
- Une interface graphique dédiée (voir la section ci-dessous).

## Développement
MLDonkey est écrit en langage OCaml. C'est un langage assez peu répandu. Cela dit, le logiciel est tout de même régulièrement et rapidement mis à jour, comme l'a prouvé le groupe de développeurs en étant les deuxièmes à implémenter le réseau chiffré FastTrack dans la liste de leurs protocoles supportés. De plus les développements suivent d'assez près les dernières évolutions des protocoles eDonkey/eMule.

## Interfaces graphiques
- Liste des interfaces graphiques
- KMldonkey
- Sancho
- Burro
- Onager (PalmOS)
- Extension Firefox pour MLDonkey
- MuleDroid - Interface Android